# Eungarion mcdonaldi
Eungarion mcdonaldi är en snäckart som beskrevs av Stanisic 1993. Eungarion mcdonaldi ingår i släktet Eungarion och familjen Helicarionidae. Inga underarter finns listade i Catalogue of Life.